# Astraallichaam
Het astraallichaam, astrale lichaam ook wel geestlichaam genoemd, is de vierde auralaag.
Zoals tegenover vrijwel alle parapsychologische verschijnselen, heeft de wetenschap ook hier tegenover een skeptische houding. 

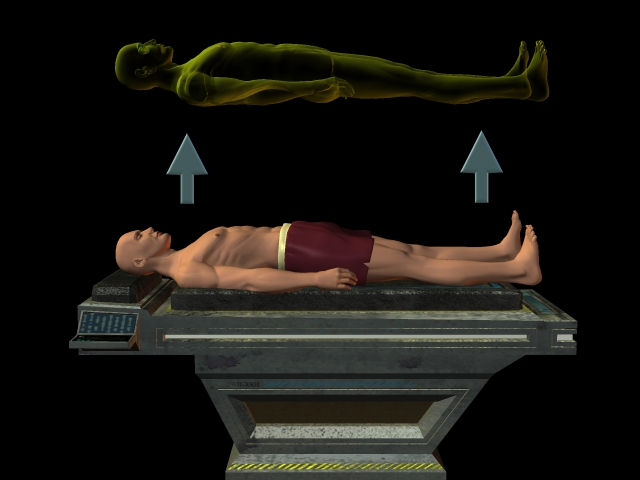
Het astrale lichaam verlaat het fysieke lichaam tijdens de slaap, maar blijft verbonden via een 'koord' waardoor het terug kan treden. Bij overlijden wordt het koord verbroken en keert het astraallichaam niet terug tot het grofstoffelijk fysieke lichaam.

Het astrale lichaam wordt in de parapsychologie gedefinieerd als een fijnstoffelijk lichaam met een fysiek verwaarloosbaar gewicht. Astra betekent ster, dus 'sterrelichaam'. 
De parapsychologie onderscheidt enerzijds het astraallichaam en anderzijds het etherisch dubbel. Auteurs die dit onderscheid niet maken, gebruiken vaak de term astraallichaam voor beide, hoewel de term etherisch dubbel binnen de parapsychologie alleen voor levenden gebruikt wordt.
Tijdens uittredingen zou je met je astraallichaam reizen (zie astrale vlak). Het astraallichaam zou vaak automatisch de vorm van het aardse lichaam aannemen en van een fijnstoffelijke substantie zijn. Het wordt wel beschreven als (semi-)transparant, (semi-)transparant zilvergrijs, zilver, grijs, blauw, goud.

## Sankhya
In de Samkhya karika (XLI), het tekstboek van de Sankhya filosofie binnen het hindoeïsme, wordt linga sarira ('rudimentair lichaam') vermeld, dat sukshma (subtiel) is en uit de tanmatra's, 'rudimentaire elementen' (de elementen van de elementen) bestaat. Linga sarira bestaat binnen het 'grofstoffelijke' lichaam, dat opgebouwd is uit de 'grove elementen' (vuur, water, aarde, lucht en ether). Linga sarira  is de vahana ('voertuig') van purusha (de ziel, geest). Het is onafscheidelijk van de ziel tot de bevrijding van 'transmigratie' (reïncarnatie). De ziel migreert van grofstoffelijk lichaam tot grofstoffelijk lichaam en de wereld wordt daarom sansára (migratie) genoemd.
Het is dit subtiele lichaam dat tijdelijk beloond of gestraft wordt in hemelse sferen dan wel hellen, wegens deugden of zonden, na de dood van het grofstoffelijk fysiek lichaam (XLV).
De linga sarira is de drager, 'het kleed' van 13 tattva's: buddhi (intellect), ahamkára (eigenwaan), manas ('mind') en de vijf jnanendriya's,  organen van waarneming en vijf karmendriya's,  organen van handeling.

## Theosofie
In de theosofie van Helena Blavatsky (1831-1891) is linga sarira een van de zeven beginselen in de mens. Het grofstoffelijk fysieke lichaam heet er sthula sarira. 